# Aslockton
Aslockton – wieś w Anglii, w hrabstwie Nottinghamshire. Leży 16 km na wschód od miasta Nottingham i 169 km na północ od Londynu.